# Ligne 1 du métro d'Izmir
La ligne 1 du métro d'Izmir est une ligne du réseau métropolitain de la ville d'Izmir en Turquie. Unique ligne du réseau, elle est inaugurée en 2000 puis connaît ses trois premières extensions successivement deux fois en 2012 et une fois en 2014. Elle comporte actuellement 15 stations pour une longueur de 17 kilomètres.

## Histoire

### Chronologie
- 22 mai 2000 : début des essais ;
- 25 août 2000 : inauguration et mise en service de la section Üçyol et Bornova ;
- 20 mars 2012 : extension entre les stations Bornova et Evka 3 ;
- 29 décembre 2012 : extension entre les stations Üçyol et Hatay ;
- 25 mars 2014 : extension entre les stations Hatay et Göztepe.

## Tracé et stations

### Liste des stations
Les stations sont présentées du sud-ouest au nord-est :
|  | O |  | Göztepe          |  |  |
|  | o |  | Hatay            |  |  |
|  | o |  | İzmirspor        |  |  |
|  | o |  | Üçyol            |  |  |
|  | o |  | Konak            |  |  |
|  | o |  | Çankaya          |  |  |
|  | o |  | Basmane          |  |  |
|  | o |  | Hilal            |  |  |
|  | o |  | Halkapınar       |  |  |
|  | o |  | Stadyum          |  |  |
|  | o |  | Sanayi           |  |  |
|  | o |  | Bölge            |  |  |
|  | o |  | Bornova          |  |  |
|  | o |  | Ege Üniversitesi |  |  |
|  | O |  | Evka 3           |  |  |

## Exploitation
Le réseau est géré par la société Izmir Metro A.Ş..

### Tarification et financement
Le ticket est vendu 1,25 livres turques et 0,95 livre si on utilise la Kentkart.

### Trafic
Le métro transporte 30 millions de passagers par an, soit un cumul de 160 millions de mai 2000 à 2005.

## L'avenir de la ligne
Plusieurs extensions sont en cours de réalisation ou en projet.

### En cours de réalisation
Une extension est en cours de construction entre les stations Göztepe et Fahrettin Altay :
|  | o |  | Göztepe         |  |  |
|  | o |  | Poligon         |  |  |
|  | o |  | Güzelialı       |  |  |
|  | O |  | Fahrettin Altay |  |  |

### Projets
Deux extensions sous forme d'antenne sont projetées afin de desservir la gare routière (section Halkapinar- Otogar) et le campus de Dokuz Eylül (section Üçyol-Université Dokuz Eylül).